# Thác Pác Ban
Thác Pác Ban hay Thác Mơ Na Hang là thác trên dòng nậm Ban ở vùng đất thị trấn Na Hang, huyện Na Hang, tỉnh Tuyên Quang, Việt Nam.

## Địa lý
Thác Pắc Ban cách thị trấn Nà Hang 4 km, nằm giữa Khu Bảo tồn thiên nhiên Tát Kẻ – Bản Bung.
Thác Pắc Ban ở độ cao khoảng 700m so với mực nước biển, là một dòng chảy lớn, dọc theo núi đá có độ dốc cao khoảng 45°, phân cấp thành nhiều tầng, mỗi tầng có độ cao khoảng 10 – 15 m và độ rộng 15 – 20 m. 
Thác Pác Ban có chín tầng với 5 tầng thác lớn và 4 tầng thác nhỏ. Nước bắt nguồn từ Bó Nặm (mỏ nước), dồn từ nhiều khe nhỏ chảy ngầm qua 3 hang Nậm Ban, Nậm Chang rồi đến Bản Chủ và bất ngờ lộ ra thành dòng nước lớn. Vào mùa mưa, nước từ đỉnh thác chảy  thành dòng trắng xoá. Mùa khô, thác chảy dịu hơn nhiều tầng nước chảy mềm mại trên những phiến đá xanh rêu phủ mượt như những tấm thảm. Khi có những tia nắng xuyên qua tán lá rừng chiếu rọi xuống, dòng nước trở nên lung linh huyền ảo.

## Du lịch
Ngày 17 tháng 1 năm 2006, Bộ Văn hóa – Thông tin xếp hạng thắng cảnh quốc gia.
Thác Pác Ban ở cách đập của Thủy điện Tuyên Quang cỡ 3 km. Thác là điểm tham quan của tour thuộc Du lịch Sinh thái Na Hang, với các tuyến đường thủy trên hồ thủy điện và hồ Pác Ban kết hợp với đường bộ.